# Eurosa
Eurosa, voluit de Unie van Verenigingen voor Zuidelijk Afrika, was een pro-apartheidskoepelorganisatie  die in 1979 werd opgericht om negen nationale zusterorganisaties (waaronder Protea) in West-Europa te coördineren en te ondersteunen. Deze organisaties bevonden zich in Oostenrijk, België, Groot-Brittannië, Denemarken, Frankrijk, Italië, Nederland, Zwitserland en West-Duitsland. Het hoofdkantoor van Eurosa bevond zich in Brussel, en de organisatie fungeerde als een los verband van pro-Pretoria groepen met meer dan 10.000 leden.
Eurosa werd rechtstreeks gefinancierd door de apartheidsregering van Zuid-Afrika, waarbij het geld werd overgemaakt via een rekening bij de Belgische Kredietbank. Deze financiering werd gebruikt voor operationele kosten en salarissen.